# Vidimir

Vidimir je bil ostrogotski knez iz dinastije Amal, * 430 (?), † 474 (?) Italija.
Bil je sin kneza Vandalarija in imel brata Teodemirja in Valamirja.  Njegov nečak je bil kasnejši kralj Teoderik Veliki. 
Po smrti hunskega voditelja Atile se je tako kot druga germanska plemena želel osamosvojiti od Hunov, zato se je skupaj z bratoma in drugimi germanskimi plemeni obrnil proti nekdanjemu zavezniku in v bitki na reki Nedavi premagal Hune. Hunski vladar, Atilov sin Elak, je v bitki padel in Huni so se umaknili iz Panonije. V bitki so imeli Germani podporo Rimskega cesarstva.
Vidimir se je po zmagi naselil v južni Panoniji. Zaradi stalnih spopadov s Skiri, Heruli in Gepidi se je leta 472 ali 473 odločil oditi iz Panonije v severno Italijo, kjer je osvojil nova ozemlja. O njegovih nadaljnjih dejanjih viri molčijo. 
Zahodnorimski cesar Glicerij (vladal 473-474) je uspel prepričati Ostrogote pod vodstvom Vidimirja mlajšega, morda Vidimirjevega sina, naj odidejo v Galijo, kjer so živeli Ostogotom sorodni  Vizigoti.